# Hotel Waldhaus (Sils)

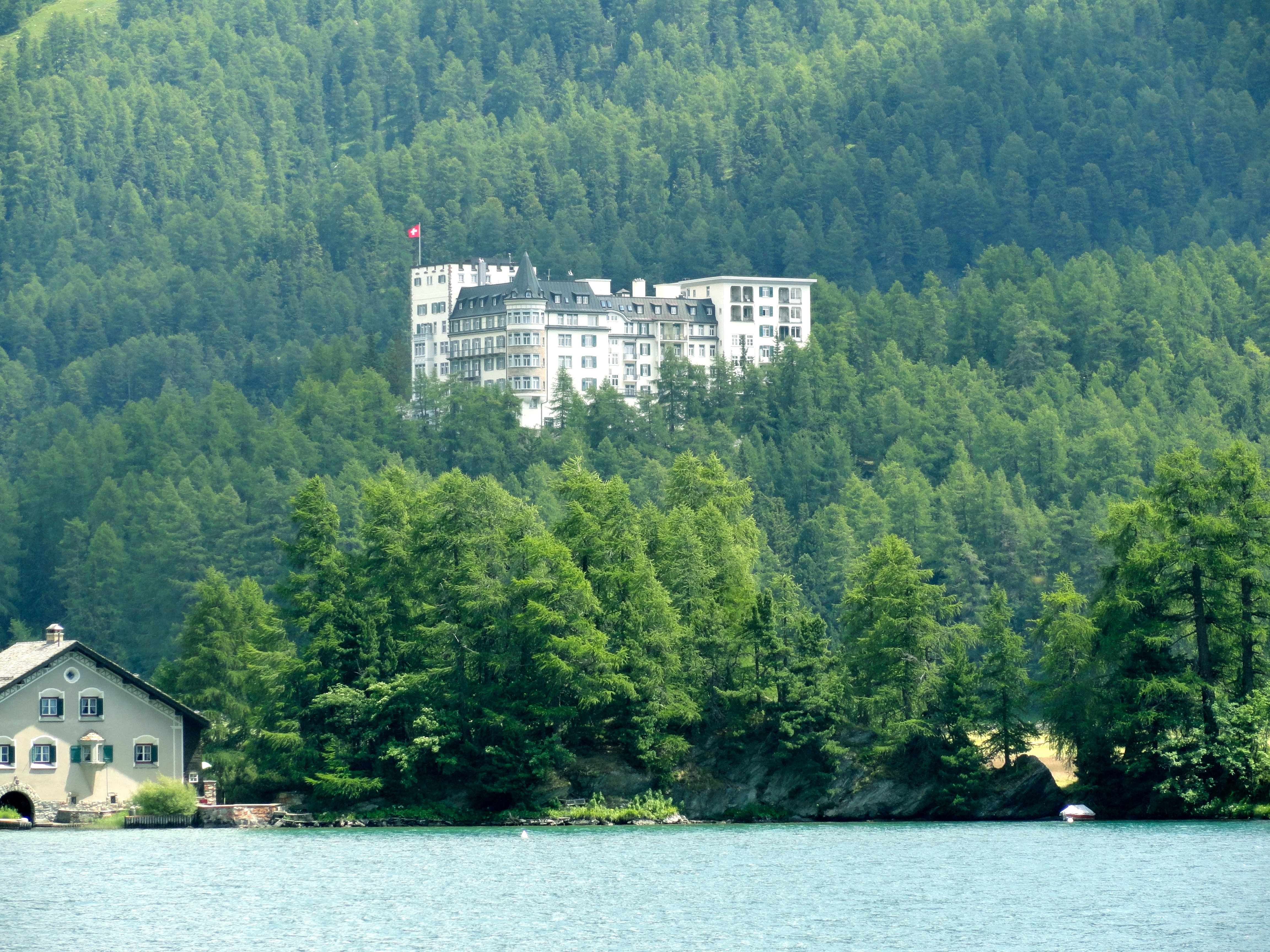
Hotel Waldhaus

Das Hotel Waldhaus ist ein historisches Hotel in Sils-Maria im Oberengadin in der Schweiz. Es ist eines der wenigen Fünfsternehäuser in der Schweiz, die seit der Eröffnung im Besitz der gleichen Familie sind.

## Geschichte

Luftbild von Walter Mittelholzer (1918–1937)

Das Hotel Waldhaus in Sils-Maria wurde 1908 eröffnet. Es entstand im Auftrag des Hoteliers Josef Giger-Nigg. Entworfen wurde es vom jungen Architekten Karl Koller, der sich damals im Engadin gerade als Hotelarchitekt etabliert hatte. Sowohl in seiner äusseren Erscheinung als auch bei der Ausstattung zeigt sich im «Waldhaus» die Weiterentwicklung von der überschwänglichen Formensprache der Belle Époque zur schlichteren Ausprägung am Anfang des 20. Jahrhunderts.
Das historische «Waldhaus» ist aussen und innen noch weitgehend im Originalzustand erhalten, inklusive des Mobiliars. So steht noch heute das Welte-Mignon-Klavier im Musiksalon des Hotels, ein 1910 bei der Firma M. Welte & Söhne in Freiburg im Breisgau für 2100 Reichsmark erworbenes mechanisches Klavier, das mit Notenrollen gespielt wird. Im Hotel Waldhaus befinden sich Gemälde der Malerin Clara Porges sowie Werke von Gottardo Segantini und des Fotografen Albert Steiner.
Zu den Gästen gehörten unter anderen Theodor W. Adorno, Thomas Bernhard, Joseph Beuys, Marion Gräfin Dönhoff, Friedrich Dürrenmatt, Thomas Mann, Hermann Hesse, Fritz Stern und Luchino Visconti, aber auch Gerhard Richter. Auch Emil Rathenau, Samuel Fischer (Verleger), Max Reinhardt, Albert Einstein, Otto Klemperer und Max Liebermann, alle mit jüdischem Familienhintergrund, weilten als Stammgäste im Waldhotel.

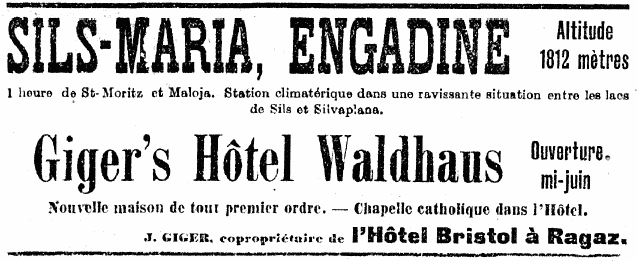
Werbung veröffentlicht im Journal de Genève vom 28. Mai 1908.

## Varia
1908 richtete Josef Giger eine katholische Kapelle – als Provisorium – ein. 1986 wurde diese neu gestaltet, auf 50–60 Plätze vergrössert und erhielt eine kleine Orgel. Das Instrument war von R.Chichi & Figli, Vinci (Florenz), als Hausorgel für Doris Walker-Ringger (1926–2015) gebaut worden und gelangte noch zu deren Lebzeiten ins Hotel.
200 Meter hinter dem Hotel im Wald steht die frühere «Villa Spitzer» («Villa Laret»), in welcher die junge Anne Frank 1935 und 1936 noch recht unbeschwerte Sommerferien bei ihrer wohlhabenden Pariser Tante Olga Spitzer verbrachte. An die Aufenthalte erinnert dort heute ein privat initiiertes Denkmal.
1996 wurden hier Teile von Das Leben ist ein Spiel, dem fünfzigsten Film von Claude Chabrol, mit Isabelle Huppert, Michel Serrault und François Cluzet gedreht.
Der Schweizer Theater-Regisseur Christoph Marthaler inszenierte 2008 das eigens dafür geschriebene Stück Das Theater mit dem Waldhaus im Hotel «Waldhaus». Die Inszenierung wurde zum Berliner Theatertreffen 2009 eingeladen; Marthaler lehnte aber ab, weil das Stück nicht an einen anderen Ort übertragbar sei. Stattdessen wurde in Berlin eine filmische Dokumentation gezeigt.
2013 fanden Dreharbeiten für den Film Die Wolken von Sils Maria von Olivier Assayas, mit Juliette Binoche, Kristen Stewart und Chloë Grace Moretz, statt. Gedreht wurde unter anderem ein Nachmittagsteekonzert mit Musik von Georg Friedrich Händel. Das Hotel musste darauf achten, dass die Gäste nicht zu sehr gestört werden, weshalb die Dreharbeiten in die Nacht verlegt wurden.
Der 2015 erschienene Roman Postskriptum von Alain Claude Sulzer spielt in den 1930er-Jahren im Hotel Waldhaus. Der ebenfalls 2015 erschienene Roman Die Kur von Arno Camenisch spielt in einem Engadiner Fünf-Sterne-Hotel, das stark an das Hotel «Waldhaus» erinnert.
MDR Figaro sendete am 30. Mai 2015 ein fast einstündiges Feature von Katrin Schumacher mit dem Titel Musikalische Stille – Von einem Philosophen, einem Hotel und der Musik am Ende der Welt, das auch das Hotel «Waldhaus» zum Thema hat.